# Esotossine superantigeni
Le esotossine superantigene sono una particolare classe di tossine rilasciate da particolari classi di batteri (streptococchi e stafilococchi) e virus.
Sono quasi sempre tossine monomeriche non glicosilate, con un basso peso molecolare. Agiscono legandosi alle molecole del MHC-II formando con esse un complesso che lega senza selettività tutti i linfociti T e scatenando una risposta immunitaria che è in percentuale molto elevata rispetto alla normale stimolazione antigenica. Queste proteine superantigene sono diverse dai normali antigeni, infatti si legano al dominio esterno del TCR(dominio Vβ). La presenza in circolo di un superantigene (ad esempio la SEB stafilococcica) può attivare un gran numero di cellule T, ma solo quei linfociti T che hanno la stessa struttura all'esterno del sito di legame. I linfociti T a questo punto liberano un gran numero di mediatori chimici (citochine) che andranno ad attivare granulociti neutrofili e macrofagi. Come conseguenza si ha un'infiammazione sistemica che porta alla liberazione di prostaglandine (febbre alta) e altri pirogeni endogeni. Queste esotossine possono essere molto pericolose e portare anche a morte.